# Пібімпап
Пібімпап, пібімпаб, пібімппап, бібімбаб, бібімбап або пібімбап (кор. 비빔밥) — одна з найпопулярніших страв традиційної корейської кухні.
Пібімпап зазвичай подається в порцеляновому, мідному, кам'яному, рідко пластиковому або керамічному глибокому посуді (кор. 돌솥, «тольсот» - кам'яний горщик). Страва складається з відвареного білого рису, покритого овочевим салатом «намуль» (кор. 나물), пасти з гострого перцю кочхуджан (кор. 고추장), сирого яйця або яєчні і тонко нарізаних шматочків м'яса (зазвичай яловичини).
Інгредієнти (рис, салати з овочів, м'ясо та яйце) перемішуються безпосередньо перед прийняттям їжі. Страва може бути подана як в холодному, так і гарячому вигляді. Овочі, які використовуються для пібімппаба, являють собою жюльєн. Найчастіше це - огірки, цукіні, дайкон, гриби, коріння китайського дзвіночка (Chinese bellflower, кор. 도라지, тораджі), шпинат, паростки соєвих бобів, папороть, листя салату, тощо. Яловичина може бути замінена куркою або морепродуктами, іноді з додаванням тофу (кор. 두부, тубу; серед корейців, які проживають на території СНД, закріпилася назва «тубі», в російській літературі широко використовується назва «соєвий сир» або «тофу»). Рис прикрашають овочами, розташовуючи їх за колірною ознакою (кольори повинні доповнювати один одного і створювати композицію, що збуджує апетит), а яйце кладуть в центр страви, покриваючи м'ясо.

## Етимологія назви та історія
Слово складається з двох частин: 비빔 перекладається як «суміш з різних складових», 밥 - приготований рис, тобто назва дослівно перекладається як «суміш з рису та інших продуктів».
Пібімпап вперше згаданий в Сіїчонсо (кор. 시 의 전서) - кулінарній книзі невідомого автора, віднесеній до кінця XIX століття. У ній страва представлена під назвою «пубімппап» (кор. 부 븸밥).

## Різновиди страви
Пібімпап має безліч різновидів, які відрізняється лише за складом овочевої суміші (намуль), яка залежить від пори року і провінції і готується на розсуд самої господині. Один з найвідоміших варіантів пібімппабу - Чонджу пібімпап (за назвою Чонджу (кор. 전주시), столиці провінції Чолла-Пукто, Південна Корея), що містить дуже багато овочів. Як кажуть, ця страва подавалася навіть на королівський стіл.
 
«Тольсот пібімпап» подається в дуже гарячому кам'яному глибокому блюді (горщику), в якому сире яйце засмажується в процесі змішування завдяки зіткненню із стінками горщика. Температура горщика зазвичай така, що страва залишається гарячою протягом усього процесу прийняття їжі, а яйце приходить в готовність за лічені хвилини. До того, як покласти рис в горщик, дно попередньо покривається шаром кунжутної олії, що робить рис, що торкається дна горщика, хрустким і надає йому приємний золотистий колір.
Одним з варіантів пібімппабу є хведоппап (кор. 회덮밥), який подають з сирою рибою: тунцем, лососем тощо. Термін (кор. 회,  хве/хе ) означає «сира риба» (серед корьо-сарам існують різні страви, які використовують не тільки рибу, але й різні інші продукти з тим же визначенням: наприклад «каді-хе » - салат з бланшованого баклажана). Хведоппап дуже популярний на корейських узбережжях.

## Цікаві факти
Як одна з найвпізнаваніших страв корейської кухні, завдяки простоті і легкості приготування з кінця XX століття пібімпап був включений в якості бортового харчування на різних авіалініях, пов'язаних з Південною Кореєю, включаючи не тільки корейські, але також різні міжнародні авіалінії, наприклад, найбільшої німецької авіакомпанії Lufthansa.